# Kāgal
Kāgal är en ort i Indien.   Den ligger i distriktet Kolhapur och delstaten Maharashtra, i den sydvästra delen av landet, 1 400 km söder om huvudstaden New Delhi. Kāgal ligger 565 meter över havet och antalet invånare är 25 479.
Terrängen runt Kāgal är platt. Runt Kāgal är det tätbefolkat, med 709 invånare per kvadratkilometer. Närmaste större samhälle är Kolhāpur, 15,9 km nordväst om Kāgal. Trakten runt Kāgal består till största delen av jordbruksmark.